# Come fu che Obelix cadde da piccolo nel paiolo del druido
Come fu che Obelix cadde da piccolo nel paiolo del druido è una storia illustrata, prequel della serie di Asterix, pubblicata per la prima volta sul giornale francese Pilote nel 1965. Fu poi ristampato, con un numero maggiore di disegni, come albo nel 1989 in Francia e, nel corso dello stesso anno, in Italia.

## Trama
Come dice il titolo stesso, l'attore principale è Obelix, all'età di sei anni.
Anche Asterix ha la stessa età, come risulta però da un'altra storia (La nascita di Asterix e Obelix), nella quale i nostri nascono lo stesso giorno, mentre gli altri eroi (Ordinalfabetix, Automatix e Assurancetourix) del noto villaggio gallico erano già grandicelli (anche loro sei anni?).
Tra La nascita ... e Come fu che ... ci sono quindi sei anni di differenza: nella prima storia i romani non avevano ancora invaso la Gallia, mentre nella seconda il villaggio ha già conosciuto il pericolo dell'oppressione nemica, poiché si assiste alla consueta scena nella quale viene distribuita la pozione magica. In questa tavola compare Abraracourcix adulto, compatibilmente a Asterix e lo scudo degli Arverni. Abraracourcix, però, quando assiste alla nascita di Asterix e Obelix viene disegnato come un bambino.
Gli altri personaggi, invece, pare abbiano ancora sei anni. Il loro gioco preferito è fare la lotta. Obelix è un paffuto bambino bonaccione e pauroso che si lascia sempre picchiare, giocando la parte del romano. Durante l'assenza degli adulti dal villaggio, Asterix obbliga l'amico a bere un sorso di pozione magica, così da poter rispondere alle angherie dei compagni, ma la situazione precipita.